# Joe Leonard
Pour les articles homonymes, voir Leonard.
Joe Leonard, né le 4 août 1932 à San Diego (Californie) et mort le 27 avril 2017, est un pilote moto et automobile américain.

## Biographie
Après une brillante carrière nationale sur deux roues, Joe Leonard se retira de l'AMA Grand National Championship (en) en 1962.
En 1965, il fut l'équipier en championnat USAC de Dan Gurney, au sein du All American Racers team sous la direction d'A.J. Watson, où il resta jusqu'en 1966. En 1967 il passa chez Sheraton-Thompson Racing (châssis Lotus) d' A. J. Foyt, et en 1968 il rejoint l'équipe de Parnelli Jones, avec une escapade en 1969 chez Yunick (en), pour y rester jusqu'en 1974 (faisant équipe durant la saison 1972 avec Al Unser Sr. - vainqueur pour l'écurie des 500 miles d'Indianapolis en 1970 et 1971 - et Mario Andretti).
En 1969, il obtint la médaille d'Honneur du Firecracker 400 au Daytona International Speedway (en NASCAR Grand National  Series, bien que non licencié).
Avec l'Anglais John Surtees, il est l'un des très rares pilotes à avoir remporté des championnats tant sur deux que sur quatre roues.
En 1998 il est intronisé au Motorcycle Hall of Fame.

## Motocyclisme

### Titres
- Triple Champion des États-Unis AMA Grand National, en 1954 (première édition), 1956 et 1957 (sur Harley-Davidson) ;
  - Vice-champion  AMA Grand National, en 1958, 1960 et 1961 ;
  - 3e du championnat  AMA Grand National en 1955 (4e en 1959).

### Principales victoires
(27 victoires)
- Daytona 200, en  1957 et 1958 (sur Harley-Davidson).

## Automobile

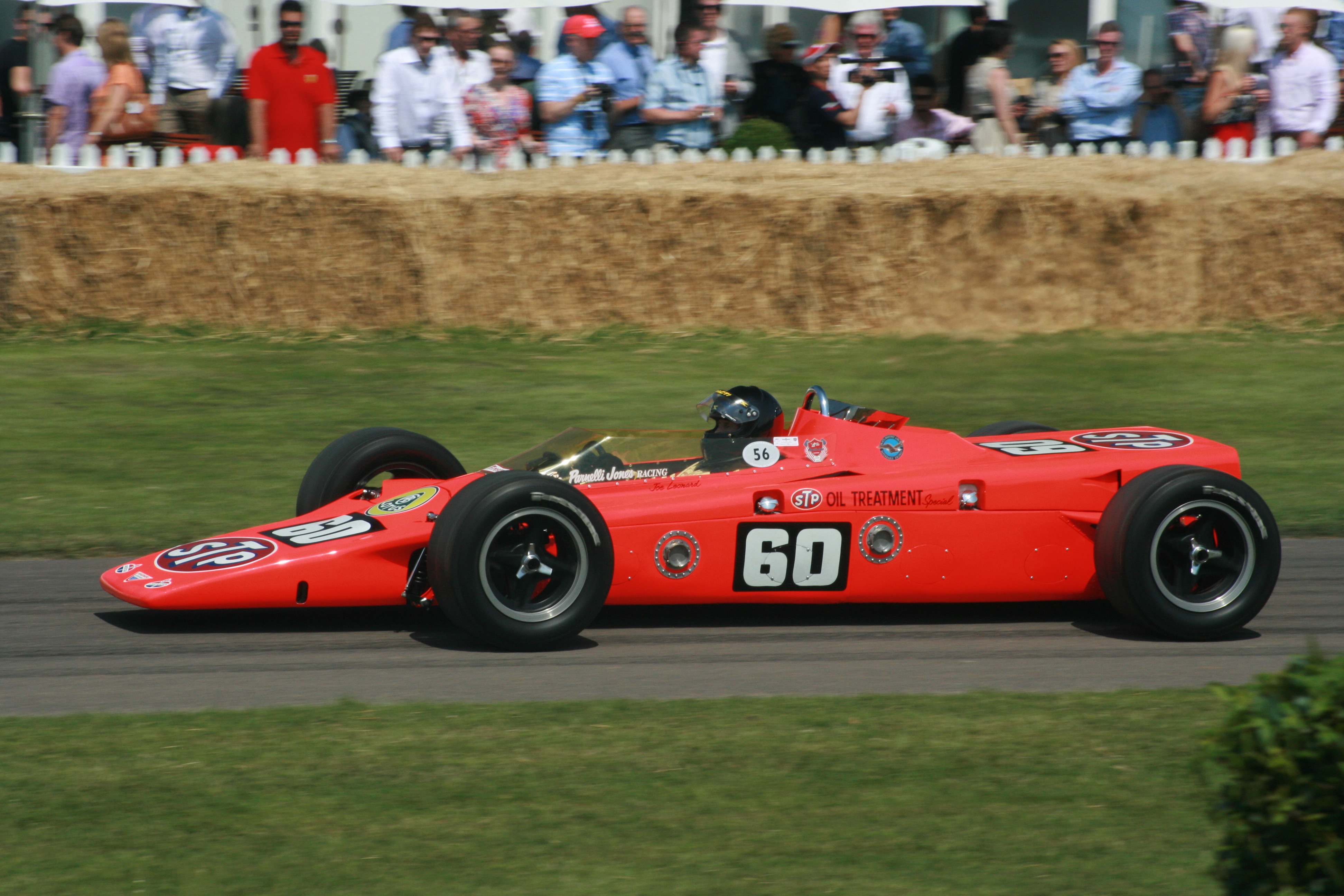
La Lotus-Pratt & Whitney pilotée à l'Indy 500 de 1968 (pole position), ici au Festival de Goodwood en 2011.

### Titres
- American Championship car racing (AAA), en 1971 et 1972 (sur Lotus-Pratt & Whitney) (4e en 1966) ;

### Victoires en championnat racing car AAA
(participation de 1964 à 1974, avec 98 départs:  6 victoires pour 19  podiums - 37 Top 5 et 60 Top 10 -, ainsi que 2 poles)
- 1965 : Milwaukee 150 (West Allis) ;
- 1970 : Rex Mays Classic (West Allis) ;
- 1971 : California 500 (Ontario) ;
- 1972 : Michigan 200 (Brooklyn), Schaeffer 250 (Long Pond) et Tony Bettenhausen 200 (West Allis).

### Résultats à l'Indy 500
- Pole position, en 1968 (sur Lotus 56-Pratt & Whitney à turbine; puis en tête de course jusqu'à 10 tours de l'arrivée, cette fois dans la voiture de Andy Granatelli) ;
- 3e de l'édition 1967, sur Coyote-Ford ;
- 3e de l'édition 1972, sur Parnelli-Offenhauser ;
- 4 Top 10 ;
- 10 participations consécutives, entre 1965 et 1973.

## Distinctions
Principales (reconnu par une dizaine de Hall of Fame plus ou moins importants) :
- 1991 : Motorsports Hall of Fame of America (motocyclisme) ;
- 1998 : A.M.A. Motorcycle Hall of Fame (motocyclisme).